# Castell de Torre Baró
El castell de Torre Baró és un edifici al barri homònim de Barcelona, catalogat com a bé cultural d'interès local. S'aixeca sobre el turó de Roquetes, un dels més orientals de Collserola.

## Història i descripció
La torre del Baró es trobava al peu de la antiga carretera de Ribes i al costat de l'estació de tren. Va ser construïda el 1797 i enderrocada el 1967 per a la perllongació de l'avinguda Meridiana (autopista C-58), quedant algunes de les pedres amuntegades en un solar proper. La finca, anomenada quadra de Vallbona, tenia 215 hectàrees i era propietat dels barons de Pinós, que al llarg del temps van acumular els títols de marquès de Santa Maria de Barberà i de la Manresana. El 1869, va ser posada posada en subhasta pública a instància del concurs de creditors de Josep Ramon de Pinós i de Copons de la Manresana (†1830), i el 1873 fou adquirida per Carles Edmond de Sivatte (c.1826-1897), fill d'un soldat francès establert a Barcelona arran de la invasió napoleònica.
Casat amb la indiana Mercè Llopart i Xiqués (1836-1914), fou succeït pel seu fill Manuel Maria de Sivatte i Llopart (1865-1931), que el 1904 va constituir la Compañía de Urbanización de las Alturas del N.E. de Horta-Las Roquetas per a promoure una ciutat jardí a la muntanya, amb la construcció de la carretera Alta de les Roquetes. L'arquitecte Josep Torres i Argullol hi va projectar un edifici, presumiblement destinat a hotel o sanatori, que restà inacabat. És una construcció amb aspecte de castell i gust medievalista, palès en les finestres de mig punt i el portal d'arc apuntat, així com en el coronament a base de merlets del cos principal, al qual s'adossa una torre de planta quadrada sense coberta.

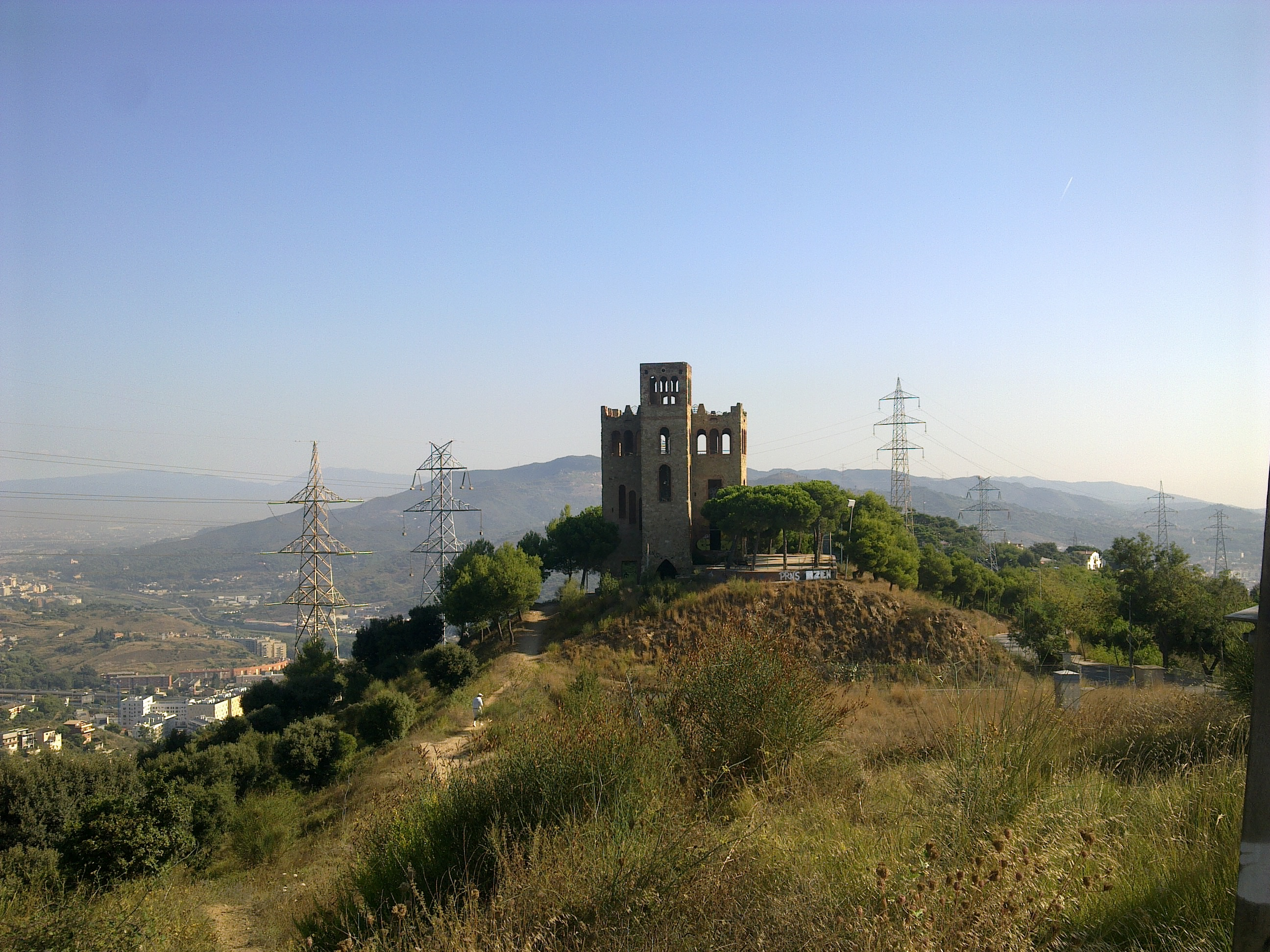
Vista des de l'oest

Durant la Guerra Civil, s'hi van instal·lar bateries antiaèrees, i un cop acabat el conflicte, va servir de camp de concentració durant un breu espai de temps. El 1989 s'hi construí un gran mirador amb vistes al Pla de Barcelona, i un cop rehabilitat, l'edifici va obrir el novembre del 2014 com a espai expositiu i de divulgació històrica, a més d'un punt d'informació del Parc Natural de Collserola.